# Opátka
Opátka (allemand : Fleißenberg) , est un village de Slovaquie situé dans la région de Košice.

## Histoire
Première mention écrite du village en 1445.

## Démographie

### Évolution de la population
| Année:               | 1994. | 2004.   | 2014.   | 2024.    |
| -------------------- | ----- | ------- | ------- | -------- |
| Nombre de personnes: | 91    | 83      | 90      | 110      |
| Différence:          |       | -8,79 % | +8,43 % | +22,22 % |

| Année:               | 2023. | 2024.   |
| -------------------- | ----- | ------- |
| Nombre de personnes: | 110   | 110     |
| Différence:          |       | -1,42 % |